# Korber
Korber je priimek v Sloveniji, ki ga je po podatkih Statističnega urada Republike Slovenije na dan 1. januarja 2010 uporabljalo 90 oseb.

## Znani nosilci priimka
- Jože Korber (*1938), lesarski strokovnjak